# Phrurotimpus borealis
Phrurotimpus borealis is een spinnensoort uit de familie van de Phrurolithidae.
De wetenschappelijke naam van de soort werd in 1911 als Phrurolithus borealis gepubliceerd door James Henry Emerton.